# XVideos
XVideos는 체코의 성인 동영상 공유 서비스이다. 2024년 11월 기준으로 가장 많이 방문하는 포르노 웹사이트이며, 전 세계에서 7번째로 많이 방문하는 웹사이트이다. 상당한 이용자, 접속자를 보유하고 있고, 프라하에 소재한 기업인 WGCZ Holdings가 운영하고 있다.

## 같이 보기
- 인터넷 포르노그래피